# النحيت
النحيت هي جماعة قروية في إقليم تارودانت بجهة سوس ماسة جنوب المغرب. وهي تضم 1883 نسمة، حسب الإحصاء العام للسكان والسكنى لسنة 2014، وتتكون من 21 دواراً. يحدها من الشمال جماعة توغمرت، ومن الجنوب جماعتي والقاضي وتيسفان، ومن الشرق جماعة إمي نتيارت، ومن الغرب جماعة سيدي أحمد أو عبد الله.
يقع مركز الجماعة على الطريق الإقليمية 1716، ويبعد عن مدينة تارودانت بـ 65 كلم.

## دواوير الجماعة
- أيت عيسى
- الدير
- تلات نفرض
- اضار
- تاوريرت نورحمون
- مكط
- إيغر
- ساكر
- أكني وكاك
- أيت إبورك
- تلكيست
- تمالوكت
- أزغار
- مكزارت
- أفيان
- إغير نومان
- تابية
- ايي
- مكاوت
- الزويت
- والكسن

## التعليم
- المدرسة الجماعاتية عمر بن عبد العزيز

## النقل
بالنسبة للنقل فهناك عدة شباب يملكون حافلات النقل المزدوج يربطون جماعة النحيت بتارودانت يوميا ورهن الإشارة لجميع الإتجاهات.

## الصحة
يوجد مركزا بتيلكيست، وسيارة إسعاف.